# Concentratiekamp Sajmište
Het concentratiekamp Sajmište was een nazi-concentratie- en vernietigingskamp tijdens de Tweede Wereldoorlog. Het bevond zich op het voormalige tentoonstellingsterrein van Belgrado nabij het stadsdeel Zemun, in de Onafhankelijke Staat Kroatië (NDH), op het grondgebied van de huidige republiek Servië. Bij de opdeling van het voormalig Koninkrijk Joegoslavië door Nazi-Duitsland en zijn bondgenoten was het gehele gebied van Syrmië met daarbij de gebieden aan de linkeroever van de Sava in 1941 toegewezen aan de door het Ustaša-regime bestuurde nieuwe vazalstaat Kroatië. 

## Achtergrond
Het kamp werd geleid door eenheden van de SS Einsatzgruppen, gestationeerd in bezet Servië. Het werd operationeel in september 1941 en officieel geopend op 28 oktober dat jaar. De Duitsers noemden het Judenlager Semlin. Eind 1941 - begin 1942 werden duizenden Joodse vrouwen, kinderen en oude mannen naar het kamp gebracht, tevens Roma vrouwen en kinderen. De meesten van hen kwamen uit Niš, Smederevo en Šabac. Vrouwen en kinderen werden in provisorische barakken ondergebracht waar ze te lijden hadden van de vele griepepidemieën. Vastgehouden onder smerige omstandigheden met te weinig voedsel, stierven velen aan de ontberingen in de winter van 1941-1942. Tussen maart en mei 1942 gebruikten de Duitsers een gaswagen waarmee duizenden joden werden gedood.
Na de vergassingen werd alleen nog gesproken over het concentratiekamp Zemun (Anhaltelager Semlin) en diende om een laatste groep joden gevangen te houden die waren gearresteerd bij de overgave van Italië in september 1943. In deze periode werden er ook Joegoslavische partizanen, Cetniks, leden van het Griekse en Albanese verzet en Servische boeren uit andere delen van Kroatië vastgehouden. Een geschat aantal van 32.000 gevangenen, vooral Serviërs, kwam in deze periode het kamp binnen, waarvan 10.600 werden gedood of stierven aan honger en ziekten. De omstandigheden in Sajmište waren zo slecht dat een vergelijking werd gemaakt met het concentratiekamp Jasenovac en andere grote kampen in Europa. In 1943 en 1944 werden bewijzen van gruwelen vernietigd door eenheden van SS-Standartenführer Paul Blobel en werden duizenden lichamen uit massagraven opgegraven en alsnog verbrand. In mei 1944 droegen de Duitsers de controle over het kamp over aan de NDH, in juli werd het gesloten. Schattingen van het aantal doden lopen uiteen van 20.000 tot 23.000, waarvan 7.000 to 10.000 joden. Ongeveer de helft van alle Servische joden zou in dit kamp zijn omgekomen.
De meeste Duitsers die verantwoordelijk waren voor de bedrijfsvoering van het kamp werden vastgenomen en voor het gerecht gebracht. Een aantal werden uitgeleverd aan Joegoslavië en geëxecuteerd. Kampcommandant Herbert Andorfer en zijn vervanger Edgar Enge werden in de jaren '60 gearresteerd na zich jaren verborgen te hebben gehouden. Beiden kregen korte gevangenisstraffen in respectievelijk de Bondsrepubliek Duitsland en Oostenrijk, hoewel Enge vanwege zijn hoge leeftijd en slechte gezondheid nooit heeft vastgezeten.
De plaats waar het kamp werd gevestigd was oorspronkelijk een tentoonstellingscentrum, gebouwd in opdracht van het stadsbestuur van Belgrado in 1937, in een poging internationale commerciële activiteiten aan te trekken.
Het architectonische hoogtepunt was een toren die door Philips werd gebruikt om de eerste televisieprogramma's in Europa uit te zenden. Een groot deel van het centrum stond leeg tot de invasie van de Asmogendheden in april 1941. In vervolg op de invasie werd het land opgedeeld, waarbij Servië werd gereduceerd tot de omvang van voor 1912 en kwam onder bestuur van de Duitse bezettingsmacht. Milan Nedić, een politicus die voor de oorlog al bekend was voor zijn meegaande houding tegenover de asmogendheden, werd door de Duitsers gekozen om de collaboralistische regering te leiden. Het burgerlijk bestuur in het land werd aangevoerd door SS-Gruppenführer Harald Turner, die bevel voerde over de Einsatzgruppen Serbien. Aanvankelijk geleid door SS-Standartenführer Wilhelm Fuchs, later door SS-Gruppenführer August Meyszner met SS-Standartenführer Emanuel Schäfer als plaatsvervanger, was de groep verantwoordelijk voor het zeker stellen van de interne veiligheid, het bestrijden van tegenstanders van de bezetting en voor het jodenvraagstuk.

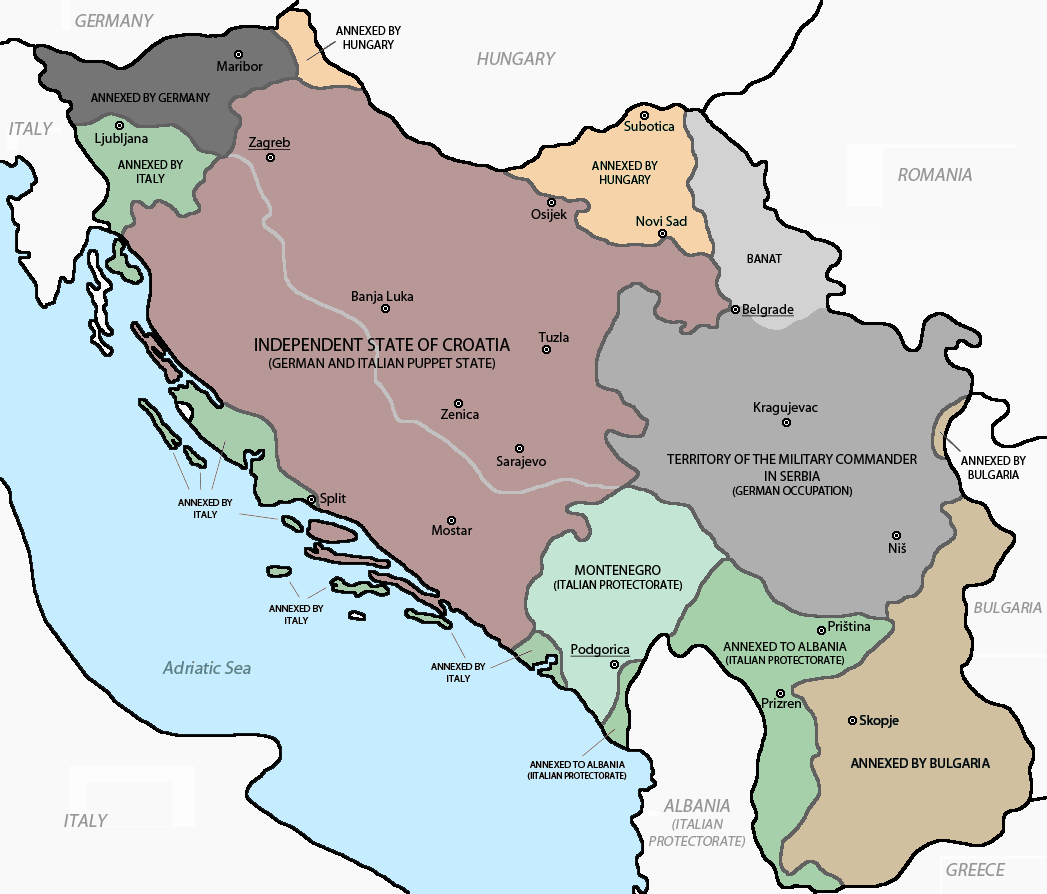
Landkaart van bezet Joegoslavië, 1941–43.

Intussen werd de nationalistische Kroaat en fascist Ante Pavelić, die in Italië in ballingschap had gezeten, aangesteld als Poglavnik ("leider") van de door Ustaša geleide Onafhankelijke Staat Kroatië (vaak NDH genoemd, Nezavisna Država Hrvatska). De NDH combineerde vrijwel geheel tegenwoordig Kroatië, Bosnië en Herzegovina en delen van Servië in een "Italiaans-Duits protectoraat". NDH autoriteiten, geleid door Ustaša-milities, voerden vervolgens genocidaal beleid uit tegen de Servische-, Joodse- en Romabevolking die in de nieuwe Staat woonde. Belgrado was verdeeld in een Duits-bezet Servisch deel en een NDH-deel. Zemun, met het Sajmište-terrein, viel onder de NDH. De bezetting van Zemun – tijdens welke de niet-Kroatische bevolking vervolgd werd door de Ustaša – zou duren tot eind 1944. Het zou 25% van de voor-oorlogse bevolking van 65.000 personen van Zemun het leven kosten.
In Servië ontstond een opstand tegen de Duitsers na de invasie van de Sovjet Unie in juni 1941. Hoewel ze niet aan de opstand deelnamen, werden voor iedere gewonde resp. gedode Duitser 50 resp. 100 Joden uit het concentratiekamp door de Duitsers gedood bij vergeldingsexecuties. Vanaf eind augustus 1941 werden namelijk alle Servisch-Joodse mannen geïnterneerd in concentratiekampen, de eerste maanden in Banjica en Topovske Šupe in Belgrado.

## Geschiedenis van het kamp

### Beginfase

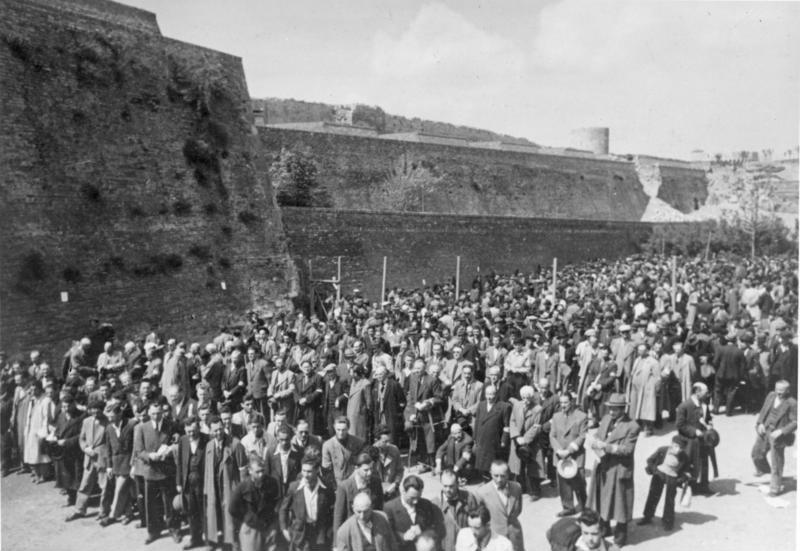
Joden, bijeengedreven door de Duitsers, na de invasie van Joegoslavië

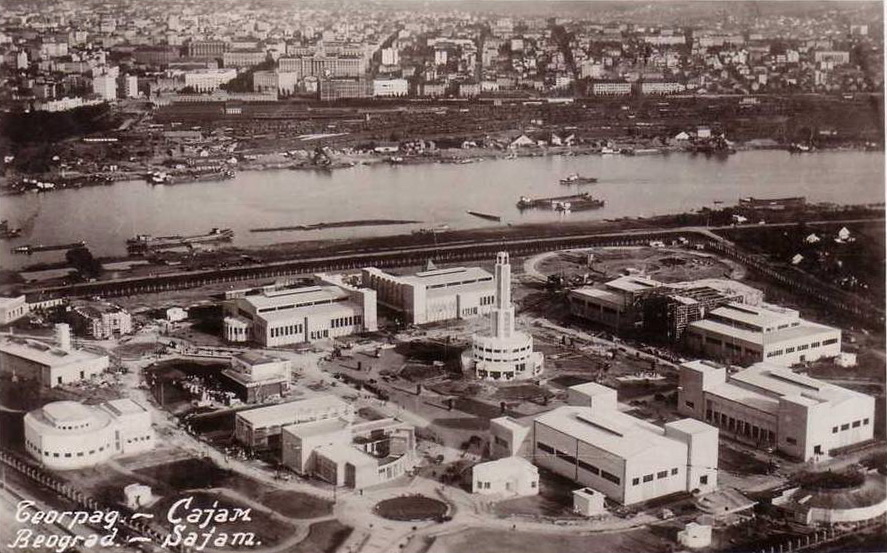
Beurscomplex voor de oorlog

In de herfst van 1941 verordonneerde Turner dat alle joodse vrouwen en kinderen in Servië in een kamp moesten verblijven. Aanvankelijk hadden de Duitsers het plan een getto voor joden te creëren in de zigeunerwijk van Belgrado, wat weer werd terzijde geschoven, omdat het gebied "te vuil en onhygiënisch" zou zijn. Besloten werd een kamp op te richten op een schiereiland in de Savarivier. Het kamp was zodanig gelegen dat ontsnappen vrijwel onmogelijk was. Het bevond zich in de nabijheid van administratieve diensten en politie en het centraal station zou een efficiënt transport van joden vanuit de omgeving mogelijk maken. Doel was vrouwen en kinderen op te sluiten die volgens de Duitsers een gevaar waren voor de openbare veiligheid en de Wehrmacht.
Het kamp werd "Joods kamp in Zemun" (Judenlager Semlin) genoemd. Het was bedoeld om er mensen gevangen te houden uit opstandige gebieden over geheel bezet Joegoslavië. "Semlin" was de Duitse naam van de vroegere Oostenrijks-Hongaarse grensstad Zemun. Hoewel het op grondgebied van de NDH lag, werd het gecontroleerd door Duitse militaire politie in bezet Servië. NDH autoriteiten hadden geen bezwaar tegen het kamp en zeiden de Duitsers dat het op hun grondgebied kon geplaatst als de bewakers maar Duitsers waren, geen Serviërs. Kort na oprichting van het kamp werd SS-Scharführer Edgar Enge van de Gestapo in Belgrado commandant. In het begin woonden er in het kamp rond 500 joodse mannen die de taak kregen een soort van "zelfbestuur" uit te voeren en verantwoordelijk waren voor verdeling van voedsel, het werk, en een ordedienst. De buitenkant werd echter bewaakt door het Reserve Politiebataljon 64. In oktober waren de meeste Joodse- en Roma-mannen gedood. Dat gebeurde in groepen waarbij hen gezegd werd dat ze naar een kamp en naar boerderijen in Oostenrijk werden verplaatst, met betere werk- en leefomstandigheden. In plaats daarvan werden ze naar Jabuka in de Banaat gebracht, of naar een executieplaats buiten Belgrado, waar ze werden gedood. De Roma werden eerst gebruikt om graven te delven voor de Joodse slachtoffers. Daarna werden ze zelf gedood om zoveel mogelijk getuigen uit de weg te ruimen. Sajmište werd officieel voor grootschaliger gebruik geopend op 28 oktober 1941. De laatste joodse mannen werden gedood op 11 november.

### Vernietigingskamp Semlin

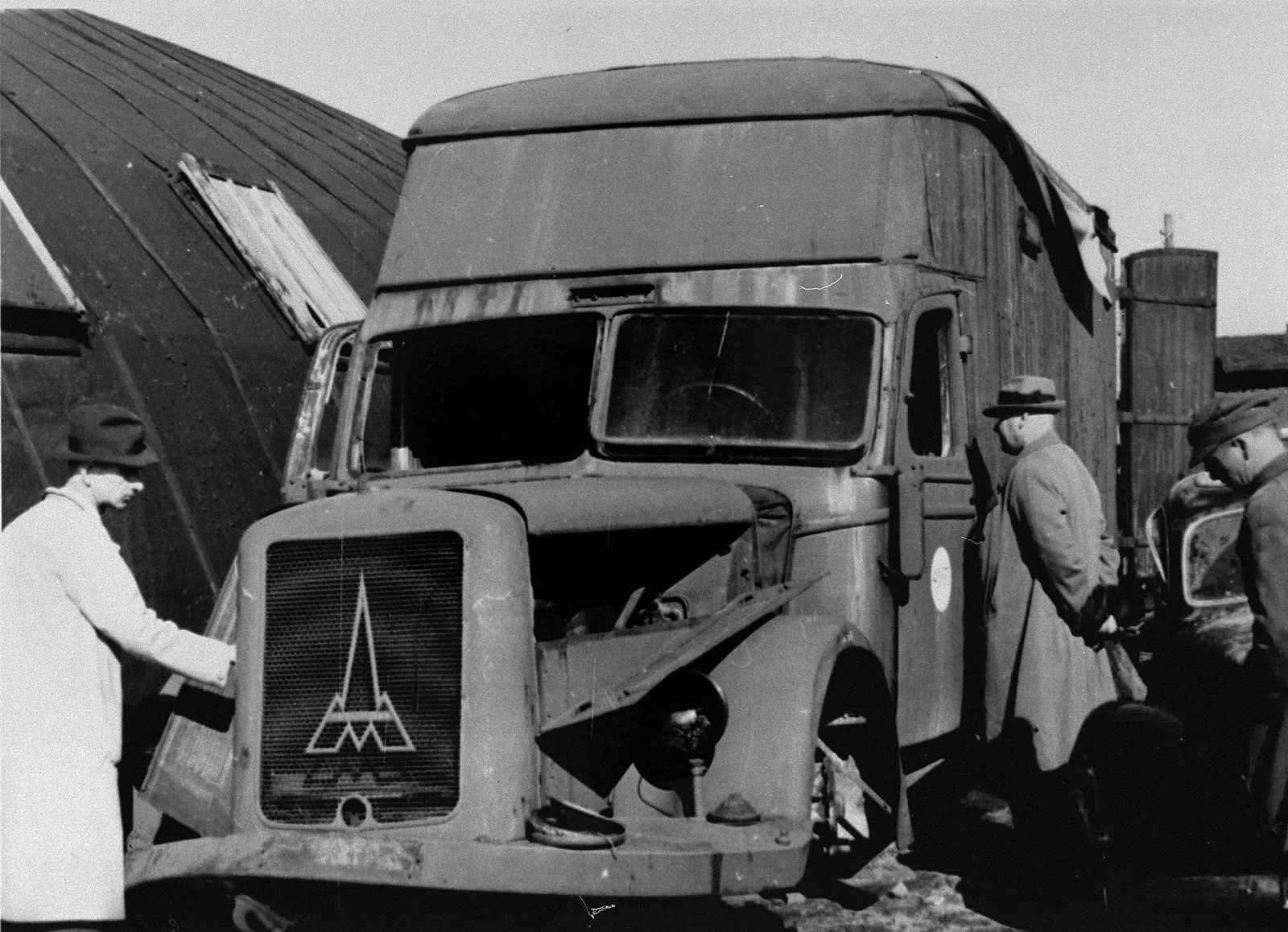
Gaswagen, gelijksoortig aan die in Sajmište, gefotografeerd in Polen

Eind 1941 en begin 1942 werden ruim 7.000 joodse vrouwen, kinderen en oude mannen naar het kamp gebracht, daarnaast 292 Roma-vrouwen en kinderen. De meesten kwamen uit Servische steden, vooral uit Niš, Smederevo en Šabac. Sommigen werden overgeplaatst uit Topovske Supe, dat in december 1941 werd gesloten, of uit Banjica. Vrouwen en kinderen werden ondergebracht in provisorische, nauwelijks verwarmde barakken, oorspronkelijk bedoeld als paviljoens voor beurzen. Hongerdood kwam veel voor, de joodse bewoners vroegen vergeefs aan de Servische autoriteiten, die door de Duitsers belast waren met de voedselvoorziening, om het kamp van meer voedsel te voorzien. Veel gevangenen, vooral kinderen, stierven eind 1941 en begin 1942 in een van de koudste winters van de eeuw. De Roma werden in nog slechtere omstandigheden gevangen gehouden, apart van de joden. De meerderheid van hen werd na zes weken weer vrijgelaten. Ook tien joodse vrouwen, die met een christelijke man trouwden, kwamen vrij.
In januari 1942 werd SS-Untersturmführer Herbert Andorfer aangewezen om de onervaren Enge te vervangen als commandant. Enge werd zijn plaatsvervanger. Die maand werd door de Duitse militaire autoriteiten bevolen om het kamp te ontdoen van joden omdat ze groeiende aantallen gevangen genomen partizanen moesten onderbrengen. In januari telde het kamp 6500 gevangenen, voor 10% Roma. In februari was het aantal gedaald tot 5500 (332 mannen, 3933 vrouwen en 1238 kinderen). Begin maart vernam Andorfer dat een gaswagen vanuit Berlijn was aangekomen, op verzoek van het Duitse hoofd van de militaire regering, Harald Turner. Andorfer wilde hierin geen rol spelen omdat hij inmiddels een goede relatie had met sommige joodse kampbewoners, en vroeg overplaatsing aan. Dit werd geweigerd. Om de snelheid en efficiëncy van de vergassingen te verzekeren, kondigde hij aan dat de bewoners verplaatst zouden worden naar een beter toegerust kamp. Ze zouden hun bezittingen mee mogen nemen. Velen schreven zich in voor de veronderstelde transfer in de hoop te ontsnappen aan de slechte omstandigheden in Zemun. De vrijwilligers gingen de volgende dag in groepen van 50 tot 80 achter in de vrachtwagen. Achter een auto, met daarin Andorfer en Enge, reden ze de grens over naar bezet Servië. Dan stapte een chauffeur uit en kroop onder de vrachtwagen om de uitlaatgassen om te leiden naar de laadruimte zodat de menselijke lading werd gedood met koolmonoxide. Daarna reden ze naar de schietbanen van Avala waar Servische- en Romagevangenen voor massagraven hadden gezorgd. Het werd routine, de gaswagen kwam elke dag behalve zondag. Wat betreft het aantal doden als gevolg van deze vergassingen wordt gedacht aan rond de 8.000 en dat waren met name vrouwen en kinderen. De zeven Servische gevangenen die meededen met het uitladen van de lichamen na de rit, werden doodgeschoten toen de vergassingen waren gestopt. Een grafgraver genaamd Vladimir Milutinović, overleefde. "Er werden in totaal ongeveer 80 lange kuilen gegraven, bij allemaal heb ik meegeholpen". "In elke kuil pasten zeker 100 personen; ze waren alleen voor wie in de truck waren gestikt. We groeven andere kuilen voor wie de kogel kregen".
Na de vergassingen waren er slechts weinig in het kamp achtergebleven, vooral niet-joodse vrouwen die met een jood getrouwd waren geweest. Ze werden na een aantal dagen vrijgelaten nadat ze geheimhouding hadden moeten zweren. Met dezelfde gaswagen werden ook 500 patiënten en personeel van het Joodse ziekenhuis van Belgrado, en Joodse gevangenen van het nabije Banjica-concentratiekamp gedood. De laatste Joodse gevangene in Sajmište werd op 8 mei 1942 gedood, waarna de gaswagen naar Berlijn terugkeerde. Later werd deze nog gebruikt om Joden in Minsk te vergassen. Andorfer en Enge kregen na afloop een andere taak bij de Sicherheitspolizei. Andorfer kreeg later het IJzeren Kruis 2e klas voor het leiden van het kamp, en werd gepromoveerd.

### Concentratiekamp Semlin
Na de uitroeiing van de Joodse kampbewoners werd het kamp omgedoopt tot "Zemun concentratiekamp" (Anhaltelager Semlin). Er werden partizanen, Cetniks, leden van de Griekse en Albanese verzetsbewegingen en Servische boeren uit de Kroatische regio Srem en Kozara geïnterneerd. Ook kwam er nog een laatste groep Joden terecht die waren gearresteerd bij de overgave van Italië in september 1943. De omstandigheden verslechterden zodanig dat het werd vergeleken met Janosevac en andere grote kampen in Europa. Het werd een transitkamp voor gevangenen op weg naar kampen in Duitsland. Een geschat aantal van 32.000 meest Servische gevangenen arriveerde in Sajmište in deze periode, 10.600 van hen werden gedood of stierven van honger en ziektes.
Gealarmeerd door het feit dat het kamp makkelijk te zien was vanaf de overkant van de Sava, stelde de nieuwe Duitse ambassadeur in Servië eind 1943 voor om het te verplaatsen, verder het NDH-gebied in. Hij achtte het voortbestaan ervan voor de ogen van de inwoners van Belgrado ongewenst om redenen van "publieke gevoelens". Zijn verzoeken werden genegeerd. Eind 1943 spanden de Duitsers zich in om alle sporen van gruweldaden in het kamp uit te wissen. Ze vernietigden de administratie en andere bewijzen, en verbrandden lijken. Deze taak werd uitgevoerd door SS-Standartenführer Paul Blobel, die in november 1943 in Belgrado aankwam. Bij aankomst beval hij het hoofd van de plaatselijke Gestapo, SS-Sturmbannführer Bruno Sattler, een taakgroep te vormen die verantwoordelijk was voor het opgraven en verbranden van de lichamen. De leiding kreeg luitenant Erich Grunwald, die ruim 50 politiemannen onder zich had. Het werk werd gedaan door Servische en Joodse gevangenen. Dit vond plaats tussen december 1943 en april 1944, duizenden lichamen werden verbrand. Alle gevangenen die hadden meegedaan werden daarna doodgeschoten, behalve drie Serviërs die wisten te ontsnappen. De geallieerde luchtmacht bombardeerde Sajmište tijdens het bombardement op Belgrado van 17 april 1944, waarbij ongeveer 100 bewoners werden gedood en het kamp zwaar werd beschadigd. Op 17 mei 1944 droegen de Duitsers de controle over aan de NDH, die het kamp in juli sloot.

## Na de oorlog

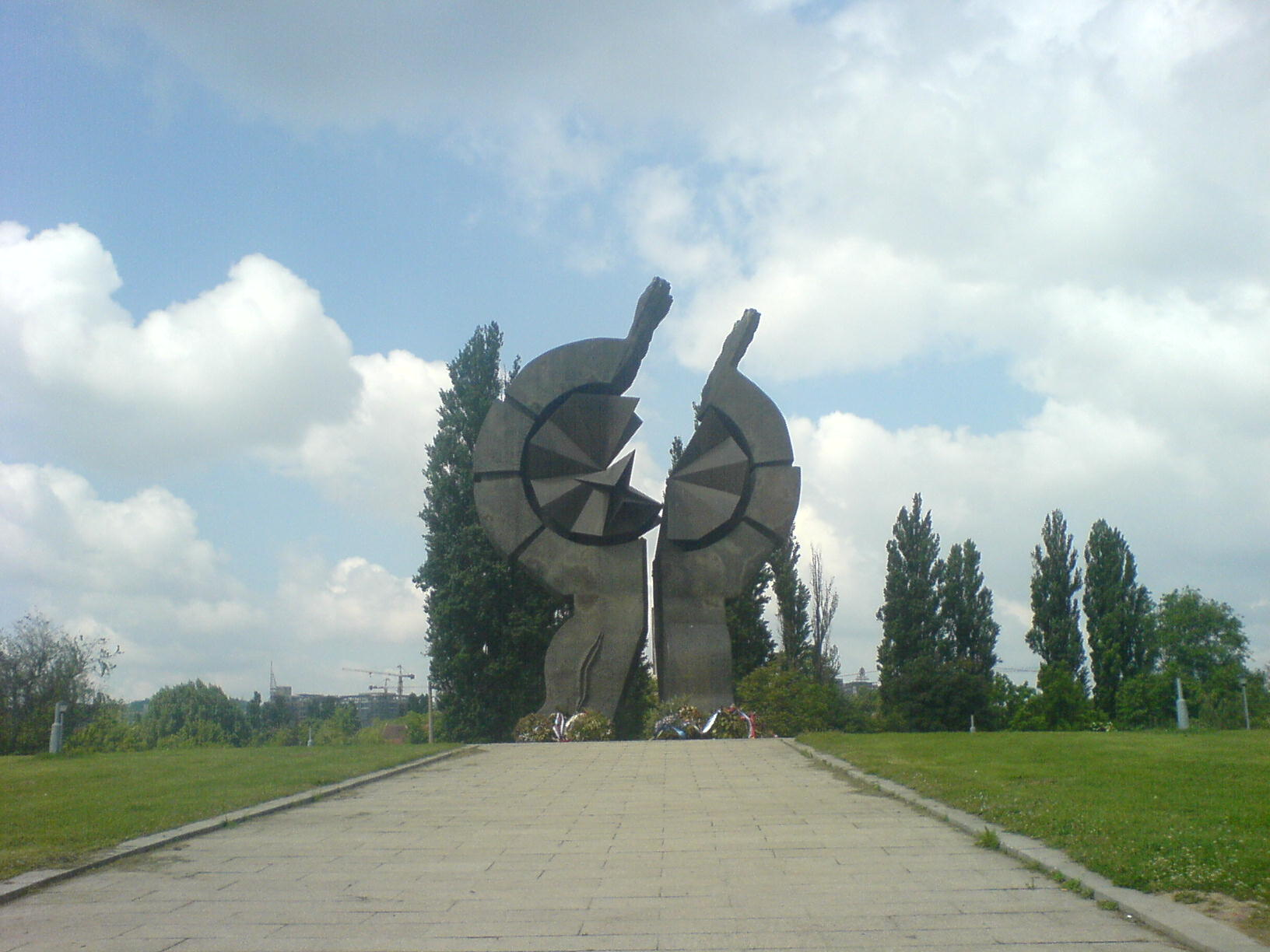
Monument voor de slachtoffers van het kamp

Nadat de oorlog was afgelopen verklaarde de communistische regering van Joegoslavië dat 100.000 mensen tussen 1941 en 1944 door het kamp waren gegaan, waarvan de helft niet overleefde. De Joegoslavische Staatscommissie voor Oorlogsmisdaden deed later een schatting dat er 40.000 mensen gedood zouden kunnen zijn, waaronder 7.000 joden. Volgens het Helsinki Committee for Human Rights in Serbia, werd het dodental door de communisten om politieke redenen overdreven, en was het werkelijke aantal bewoners rond 50.000 waarvan 20.000 niet overleefden. Geschat wordt dat de helft van alle Servische joden in het kamp omkwam. Het Staro Sajmište gedenkteken noemt een aantal van 23.000 slachtoffers, waarvan 10.000 joden.
De meeste verantwoordelijken werden gevangen genomen en berecht. Veel prominente Duitse betrokkenen zoals Turner, Fuchs en Meyszner, werden door de geallieerden uitgewezen naar Joegoslavië waar ze in 1947 werden geëxecuteerd. Schäfer kreeg in Duitsland 6,5 jaar gevangenisstraf. Andorfer ontsnapte met behulp van de Rooms-Katholieke kerk naar Venezuela. Hij keerde in 1960 naar Oostenrijk terug, werd berecht op de minder belangrijke aanklacht van medeplichtig aan moord en veroordeeld tot 2½ jaar gevangenisstraf. Zijn plaatsvervanger Enge werd in de jaren '60 opgespoord en kreeg 1½ jaar. Hij vermeed tenuitvoerlegging op grond van zijn hoge leeftijd en slechte gezondheid. Bewakers die werden verdacht van het uitvoeren van executies werden nooit berecht, hoewel ze bij diverse processen in West-Duitsland als ooggetuigen dienden.
Het kampterrein stond er tot 1948 verlaten bij. Daarna werd het deels gebruikt door de Communistische Jeugdbond voor diverse activiteiten, vervolgens enige tijd door kunstschilders en acteurs die er hun ateliers en oefenruimtes hadden. De omgekomen joden werden door de naoorlogse communistische regering tot 30 jaar na de oorlog niet herdacht. De Kroatische schrijver Anto Knežević veroorzaakte in 1993 opschudding toen hij suggereerde dat niet de Duitsers, maar Serviërs verantwoordelijk waren geweest voor het beheer van het kamp. Dit werd stellig ontkend door Joodse historici en de Joodse gemeenschap in Belgrado. Het oude kampterrein is voorzien van plaquettes en een monument ter herinnering aan de slachtoffers. 
In 1987 kreeg het terrein de status van cultureel erfgoed. Een 10 meter hoog monument werd in 1995 aan de oever van de Sava geplaatst. Een museum of informatiecentrum is nooit opgezet, er lijkt in Servië prioriteit te zijn geweest voor het herdenken van gesneuvelde partizanen. Het kampterrein is tegenwoordig in gebruik als woonwijk voor de lage inkomensklasse en bij krakers.